# وفایی

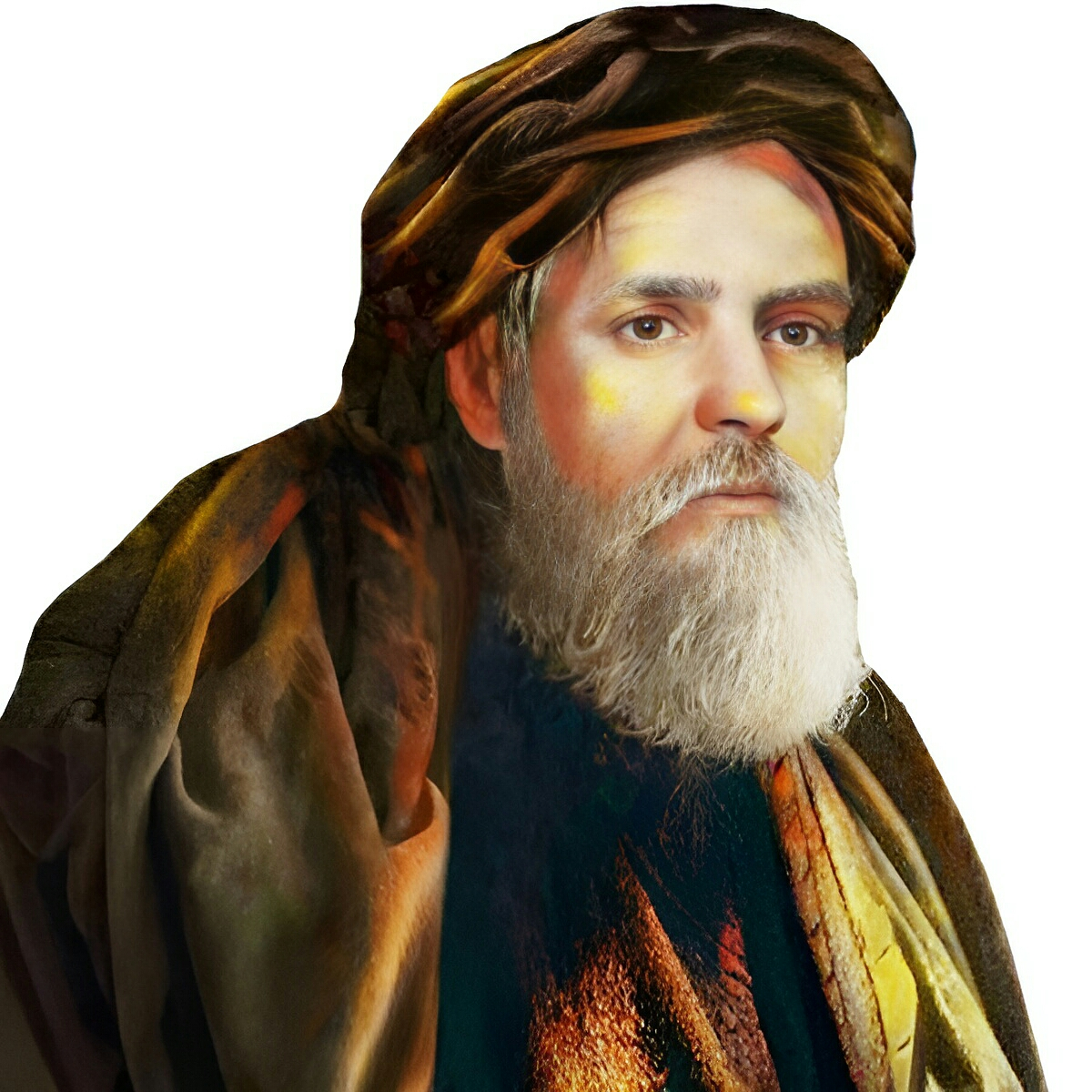
وه‌فایی، شاعر پرشور با غزل‌های سراسر عشق

میرزا عبدالرحیم سابلاغی، مشهور به وفایی (زادهٔ ۱۸۴۴ – درگذشتهٔ ۱۹۰۲) (به کردی: وەفایی) فرزند ملاغفور، فرزند نصرالله، از طایفهٔ ملاجامی چوری و از نسل علامه ملا ابوبکر مصنف چوری، شاعر کلاسیک کرد اهل مهاباد است. عمدهٔ شهرت وی به‌واسطهٔ غزل‌های پرشور کُردی‌اش است.

## زندگی‌نامه
حاج عبدالرحیم، فرزند ملاغفور فرزند نصرالله، به سال ۱۲۶۴ قمری (حدود ۱۲۲۳ خورشیدی، برابر با ۱۸۴۴ میلادی) در شهر مهاباد به دنیا آمده و همان‌جا به مکتب رفته و پس از فراگیری مقدمات در مدرسهٔ مسجد جامع سرخ مهاباد به تحصیل ادامه داد؛ و از محضر استادان آن حوزه علمیه، اجازه گرفته‌است. وفایی انسانی صوفی‌مشرب، متقی، خوشخو، متواضع و مردم‌دوست بوده و به طبیعت و گل و گلزار و دشت و کوه به‌شدت عشق می‌ورزیده‌است.
علاوه بر فارسی، عربی و ترکی نیز می‌دانسته، ولی بیشتر به زبان کردی شعر گفته‌است. در مهاباد به شغل مکتب‌داری مشغول بوده و راه امرار معاش وی از این طریق بوده‌است.
وفایی در سن ۲۰سالگی به عزم سفر استانبول از مهاباد بیرون می‌رود، اما پس از رسیدن به نهریه و ملاقات با شیخ عبیدالله شمزینان از ادامه سفر منصرف شده همان‌جا می‌ماند و به طریقه نقشبندیه تمسک می‌کند و یک سال بعد از آن‌که مرشدش از سفر حجاز برمی‌گردد، به شهر مهاباد مراجعت می‌نماید و تأهل اختیار می‌کند. وفایی در دوران عمر خود دو بار به حج مشرف شده‌است. وی از مریدان شیخ عبیدالله نهری به‌شمار می‌آمد و اشعار بسیاری هم که در مدح او سروده‌است شاهد بر این مدعاست.از جمله عالمان عصر وفایی در کردستان می توان به مولانا احمد نودشی ، ملا علی قزلجه، مولوی کرد و .... اشاره کرد.
سفر دوم که همراهانی چون مرحوم شیخ سعید برزنجی، حاجی توفیق بیگ (پیرمرد) و سید احمد خانقاه کرکوکی داشته در راه مراجعت وفایی به سال ۱۳۱۸ قمری (حدود ۱۲۸۱ خورشیدی، برابر با ۱۹۰۲ میلادی) بدرود حیات گفت و در همان‌جا در خاک عربستان به خاک سپرده شد. آنگونه که نوشته‌اند، روان‌شاد پیرمرد یکی از کسانی بوده که در تدفین وفایی شرکت و حضور داشته‌است.
از مریدان وفایی می توان سعید ماملی( پدر 
محمد ماملی ) نام برد.

## شعر وفایی
وفایی به زبان‌های کردی، فارسی و عربی شعر سروده و عمدهٔ اشعار وی در قالب غزل هستند. او در سرودن غزل بسیار تحت تأثیر نالی، بوده‌است و بسیاری از مفاهیم شعر وی را به کار برده‌است. اشعار وفایی را بسیاری از خوانندگان کرد در کارهای خود استفاده کرده‌اند، از این جمله می‌توان محمد ماملی، حسن زیرک، سید علی اصغر کردستانی، مظهر خالقی، سید جلال‌الدین محمدیان، عدنان کریم و بهجت یحیی را نام برد.

## نمونهٔ شعر فارسی
| ای رخ و زلفت شب تاریک و روز روشن است |  | بی شب و روز تو روز و شب فغان کار من است   |
| بطرهٔ مشکین مزن بر همدگر، مشکن دلم    |  | ز آن که مشکین طره‌ات مسکین دلم را مسکن است |
| آسمان ماهی ندارد، بوستان سروی چو تو  |  | ماه من مشکین کمند و سرو من سیمین‌تن است    |

| عادت شده اینگونه سخن گفتنم ای دوست |  | سیمای دلم بود همی خُلقم و خویم |
| در میکدۀ عشق دگرباره نگویم         |  | کز عشق نگویم دگر از عشق نگویم |

| عشاق اگر لقای تو را آرزو کنند    |  | باید ز خون خویشتن اول وضو کنند    |
| کفر است در شریعت و آیین عاشقی    |  | از دوست غیر دوست اگر آرزو کنند    |
| بعد از هزار سال ز خاک شهید عشق   |  | یابند بوی خون اگر آن خاک بو کنند  |
| زخم خندگ تو بهبودیش مباد         |  | گر جز به تار طرّه‌ات او را رفو کنند |
| ترسم اسیر و عاشق و شیدای خود شوی |  | گر با جمالت آینه را روبرو کنند    |
| هر موی من ز زلف تو دارد شکایتی   |  | کو فرصتی که شرح غمت مو به مو کنند |

## نمونهٔ شعر کردی
| ئەلا ئەی ساقیی مەستان بە حەققی پیری مەیخانه       |  | بە گەردش بێنە جامی مەی بە یادی چاوی جانانە       |
| ئەمان ئەی موتریبی مەجلیس بە حەققی تاری ڕووحانی    |  | بڵا بێ نەغمەکەی سازت کە ئاوی ئاوری هیجرانە       |
| ئە تۆ ئەی ڕووحەکەم ساقی، ئەتۆ ئەی عومرەکەم موتریب |  | پەیاپەی لێده چەنگ و نەی، دەمادەم بێنه پەیمانە    |
| بە تیری غەمزه بملاوێنەوه زولفم له گەردەن کە       |  | بە سەر هاتوومە مەیدانت، بە دڵ بۆت بووم بە نیشانە |
| ئەگەر شەوقی جەمالی تۆ نییە من مەست و حەیرانم      |  | لەبەرچی بۆتە بولبول گوڵ، چرا بۆچ بۆتە پەروانە؟   |
| له شەوقی تۆیە سەرمەستە، بە زەوقی تۆیە پابەستە     |  | ئەگەر عاریف لە کەعبەی‌دا، ئەگەر کافر لە بوتخانە   |
| لە شیرینی جەمالی تۆیە ڕۆژی ڕوونی لەیلایە          |  | ئەگەر فەرهادی سەرگەردان، ئەگەر مەجنوونی دێوانە   |
| دەمێکی مەست و بێمارم، دەمێک بێهۆش و هۆشیارم       |  | چ کەس نازانێ دەردی من، مەگەر ئەو چاوە کاڵانە     |
| دە هەر حەڵقێکیدا سەد دڵ، گرفتارە دەناڵێنێ         |  | سەری زولفی پەرێشانت مەگەر زنجیری شاهانە؟         |
| هەناسەی عاشقان با نەدگرێ، بێ مروەتی تا کەی؟       |  | بترسێ ئەی گوڵی نازک‌بەدەن لەو بایی زریانە         |
| ئەگەر زولفت وەکوو من عاشقی ڕووی تۆ نییە بۆچی      |  | سەراپا تێکچوو، کەوتۆتە بەرپێت، دەست و دامانە؟    |
| ترازا دوگمەکەی سینەی، بە یاری زولفی هات غەمزه     |  | بەیان بەربوو لە لای چین، باخەبەر بن! تیرە بارانە |
| وەفایی بۆ گوڵێکی سەروباڵا شێت و شەیدایە           |  | وەکوو قومری دەناڵێنێ وەکوو بولبول غەزەل‌خوانە     |